# Ablitas
Ablitas è un comune spagnolo di 2 559 abitanti situato nella comunità autonoma della Navarra.